# NGC 7642
NGC 7642 (другие обозначения — PGC 71264, UGC 12560, MCG 0-59-35, ZWG 380.48, IRAS23202+0109) — спиральная галактика (Sa) в созвездии Рыбы.
Объект причисляют к галактикам низкой поверхностной яркости, которые обычно являются карликовыми.
Этот объект входит в число перечисленных в оригинальной редакции «Нового общего каталога».